# Écrosnes
Écrosnes ist eine französische Gemeinde mit 860 Einwohnern (Stand 1. Januar 2022) im Département Eure-et-Loir in der Region Centre-Val de Loire.

## Geografie
Écrosnes liegt 75 Kilometer südwestlich von Paris und 25 Kilometer nordöstlich von Chartres nahe der Grenze zum Département Yvelines.
Durch den Ort fließt ein Bach, der wenige Kilometer später bei Gallardon in die Voise mündet.
Zur Gemeinde gehören neben der Ortschaft Écrosnes die Dörfer Écrignolles, Giroudet und Jonvilliers. Nachbargemeinden sind Bleury-Saint-Symphorien, Gallardon, Gas, Émancé und Orphin.

## Geschichte
Der Fund prähistorische Beile belegt die frühe Besiedelung des Gebietes. Zugehörige Schleifsteine wurden in der Mauer eines Hauses weiterverwendet.

### Bevölkerungsentwicklung
| Jahr                       | 1962 | 1968 | 1975 | 1982 | 1990 | 1999 | 2009 | 2017 |
| Einwohner                  | 419  | 421  | 461  | 563  | 719  | 742  | 784  | 855  |
| Quellen: Cassini und INSEE |      |      |      |      |      |      |      |      |

## Sehenswürdigkeiten
Die ältesten Teile des Kirchenschiffs der Pfarrkirche Saint Martin wurden im 16. Jahrhundert mit zwei Seitenkapellen erweitert. 
Das restaurierte Château de Jonvilliers aus dem 18. Jahrhundert in der zur Gemeinde gehörigen Ortschaft Jonvilliers dient heute als Gästehaus.